# Thiên Tâm
Thiên Tâm (chữ Hán giản thể:天心区, Hán Việt: Thiên Tâm khu) là một quận thuộc địa cấp thị Trường Sa, tỉnh Hồ Nam, Cộng hòa Nhân dân Trung Hoa. Thiên Tâm giáp huyện Trường Sa, thành phố Trường Sa về phía nam, bắc giáp quận Khai Phúc, đông giáp Phù Dung và Vũ Hoa, tây cách Vọng Thành và Nhạc Lộc qua Tương Giang. Quận này có diện tích 72 km², dân số năm 2013 là 481.600 người. Quận này được chia ra các đơn vị hành chính gồm 14 nhai đạo. Quận lỵ đóng ở đường Tương Phủ.
- Nhai đạo: Quế Hoa Bình, Đại Thác Phố, Hắc Thạch Phố, Tiên Phong, Nam Thác, Mộ Vân, Thanh Viên, Văn Nguyên, Kim Bồn Lãnh, Thành Nam Lộ, Pha Tử Nhai, Dụ Nam Nhai, Xích Lãnh Lộ, Tân Khai Phố.